# تاکاشی ایشیموتو
تاکاشی ایشیموتو (انگلیسی: Takashi Ishimoto; ۶ آوریل ۱۹۳۵ – ۱ مارس ۲۰۰۹) شناگر اهل ژاپن بود.